# Kat DeLuna
Kathleen Emperatriz DeLuna (Bronx, Nova Iorque, 26 de Novembro de 1987) é uma cantora americana de R&B e pop de origem Dominicana, ela é mais conhecida como Kat DeLuna. Atualmente ela assinou um contrato com a gravadora Universal Motown, ela é bastante conhecida pelo sou tipo vocal Soprano e por ganhar um Billboard Latin Music Awards com o seu primeiro single "Whine Up". Kat Deluna lança uma nova musica chamada de Bum Bum com participação especial Trey Songz.

## Voz
Ela tem a sua voz classificada como Soprano.
- Kat DeLuna tem um registro vocal de 1,7 soprano e possui uma voz incrível que é capaz de atingir notas muito plenas, visto que Kat desde jovem que canta folclore. Além da sua voz ser potente e harmoniosa, ela é comparada a muitas cantoras famosas. Na música "Am I Dreaming" ela emite notas muito suaves e agudas, parecendo quase um high falsetto no fim da música, ou então trata-se apenas de um falsetto. É classificada como Soprano.

## Discografia

### Álbuns de estúdio
| Informação | Singles | Certificações   |
| --- | --- | --------------- |
| 9 Lives - Lançado: 7 de Agosto de 2007 - Vendas nos EUA: 90,000+ - EUA RIAA Certificação: n/a - Melhor posição: #58 (U.S. Billboard 200) | - Principais singles: - 15 de Maio de 2007 Whine Up - 28 de Agosto de 2007 Am I Dreaming - 5 de Fevereiro de 2008 Run The Show - 30 de Outubro de 2008 In the End (Single Promocional) | - FRA: Platinum |
| Inside Out - Lançado: 5 de Novembro de 2010 - Vendas nos Worldwide (álbum): 3100 - EUA RIAA Certificação: n/a - Melhor posição: TBA      | - Principais singles: - 01 de Janeiro de 2009 Dance Bailalo (Single Promocional) - 22 de Janeiro de 2009 Unstoppable (ft. Lil Wayne) - 16 de Abril de 2010 Push Push (ft. Akon) - 16 de Novembro de 2010 Party O'Clock - 22 de Fevereiro de 2011 Dancing Tonight - 10 de Maio de 2011 Drop It Low |                 |
| Loading - Lançado: 5 de Agosto de 2016 - Melhor posição: TBA                                                                             | - Principais singles: - 01 de Janeiro de 2012 Wanna See U Dance (La La La) - 26 de Setembro de 2012 Sobredosis (feat. El Cata) [Single Promocional] - 15 de Maio de 2013 Stars (Single Promocional) - 13 de Julho de 2015 Bum Bum (ft. Trey Songz) - 26 de Fevereiro de 2016 What a Night (ft. Jeremih) - 19 de Agosto de 2016 Forever (ft. Natel) [Single Promocional no Japão] - 23 de Setembro de 2016 Waves |                 |

## Singles
| Ano  | Título                                        | Álbum      | Posições | Posições  | Posições | Posições  | Posições | Posições | Posições | Posições |
| Ano  | Título                                        | Álbum      | EUA      | EUA Dance | EUA Pop  | EUA Latin | CAN      | EUA R&B  | FRA      | UK       |
| ---- | --------------------------------------------- | ---------- | -------- | --------- | -------- | --------- | -------- | -------- | -------- | -------- |
| 2007 | "Whine Up" (ft. Elephant Man)                 | 9 Lives    | 29       | 1         | 17       | 14        | 15       | 1        | 9        |          |
| 2007 | "Am I Dreaming"                               | 9 Lives    |          |           |          | 24        |          |          |          |          |
| 2008 | "Run the Show" (ft. Shaka Dee & Busta Rhymes) | 9 Lives    | 117      | 2         |          | 38        |          | 23       | 6        | 41       |
| 2008 | "In the End"                                  | 9 Lives    | 68       |           |          |           |          |          |          |          |
| 2009 | "Unstoppable" (ft. Lil Wayne)                 | Inside Out |          |           |          |           | 80       |          |          |          |
| 2010 | "Push Push" (ft. Akon)                        | Inside Out | 88       |           |          |           | 84       |          | 9        |          |
| 2010 | "Party O'Clock"                               | Inside Out |          |           |          |           | 17       |          | 76       |          |
| 2011 | "Dancing Tonight" (ft. Onassis)               | Inside Out |          | 1         |          |           | 65       |          |          |          |
| 2011 | "Drop It Low"                                 | Inside Out |          | 27        |          |           |          |          |          |          |
| 2012 | "Wanna See U Dance (La La La)"                | Loading    |          |           |          |           | 385      |          | 188      |          |
| 2012 | "Wild Girl" (ft. DJ Yass Carter)              | Loading    |          |           |          |           |          |          |          |          |
| 2012 | "Sobredosis" (ft. El Cata)                    | Loading    |          |           |          | 33        |          |          |          |          |
| 2013 | "Stars"                                       | Loading    |          | 2         |          |           |          |          |          |          |
| 2014 | "Bum Bum" (ft. Trey Songz)                    | Loading    |          |           |          | 71        |          |          |          |          |
| 2016 | "What a Night" (ft. Jeremih)                  | Loading    |          | 28        |          |           |          |          |          |          |
| 2016 | "Waves"                                       | Loading    |          |           |          |           |          |          |          |          |

### Colaborações em Parcerias
| Título                                                                                  | Ano  | Posição | Posição | Posição | Posição | Posição | Álbum                              |
| Título                                                                                  | Ano  | US      | BEL     | FIN     | FRA     | SWE     | Álbum                              |
| --------------------------------------------------------------------------------------- | ---- | ------- | ------- | ------- | ------- | ------- | ---------------------------------- |
| "Cut Off Time" (Omarion featuring Kat DeLuna)                                           | 2007 | 123     | —       | —       | —       | —       | Feel the Noise                     |
| "Breathing Your Love" (Darin featuring Kat DeLuna)                                      | 2008 | —       | —       | 13      | —       | 2       | Flashback (Darin album)\|Flashback |
| "I'm Alright (Jean-Roch song)\|I'm Alright" (Jean-Roch featuring Kat DeLuna & Flo Rida) | 2011 | —       | —       | —       | 33      | —       | Music Saved My Life                |
| "Tonite" (Nicola Fasano featuring Kat DeLuna)                                           | 2011 | —       | —       | —       | —       | —       | Tega                               |
| "I Had A Dream" (David Latour featuring Kat DeLuna & Fo Onassis)                        | 2012 | —       | 47      | —       | —       | —       | Sem Álbum                          |
| "Shake It" (DAM' EDGE featuring Kat DeLuna & Fatman Scoop)                              | 2012 | —       | —       | —       | —       | —       | Sem Álbum                          |
| "—" denota título que não alcançou posição no chart ou não lançamento no território.    |      |         |         |         |         |         |                                    |

### Singles Promocionais
| "Dance Bailalo"                                                                      | 2009 | — | 34 | Inside Out: The Mixtape      |
| "Boom Boom (Tequila)"                                                                | 2011 | — | —  | Inside Out (Versão Japonesa) |
| "Sobredosis" (featuring El Cata)                                                     | 2012 | — | 33 | Loading                      |
| "—" denota título que não alcançou posição no chart ou não lançamento no território. |      |   |    |                              |

## Videos musicais
| Ano  | Canção                                                       | Diretor                 |
| ---- | ------------------------------------------------------------ | ----------------------- |
| 2007 | "Whine Up"                                                   | Gil Green               |
| 2007 | "Am I Dreaming"                                              | Jessy Terrero           |
| 2007 | "Cut Off Time" (Omarion part. Kat DeLuna)                    | —                       |
| 2008 | "Run The Show"                                               | Ray Kay                 |
| 2008 | "Breathing Your Love" (Darin part. Kat DeLuna)               | —                       |
| 2008 | "In the End"                                                 | Ray Kay                 |
| 2009 | "Unstoppable"                                                | Tyrone Edmond           |
| 2010 | "Push Push"                                                  | Sarah Chatfield         |
| 2010 | "Party O'Clock"                                              | Jake Realisatur         |
| 2011 | "Dancing Tonight"                                            | Tyrone Edmond           |
| 2011 | "I'm Alright" (Jean-Roch part. Kat DeLuna & Flo Rida)        | —                       |
| 2011 | "Drop It Low"                                                | Tyrone Edmond           |
| 2011 | "Tonite" (Nicola Fasano part. Kat DeLuna)                    | Gianluca Calu Montesano |
| 2012 | "I Had A Dream" (David Latour part. Kat DeLuna & Fo Onassis) | Justin Purser           |
| 2012 | "Wanna See You Dance (La La La)"                             | Tyrone Edmond           |
| 2012 | "Wild Girl"                                                  | —                       |
| 2013 | "Always On My Mind" (part. Costi Ioniță)                     | —                       |